# Mondariz
Mondariz település Spanyolországban, Pontevedra tartományban. Mondariz Ponteareas, Mondariz – Balneario, Pazos de Borbén, Fornelos de Montes, Covelo, A Cañiza és Salvaterra de Miño községekkel határos. Lakosainak száma 4425 fő (2024).

## Népesség
A település népessége az elmúlt években az alábbi módon változott:
| Lakosok száma | 5480 | 5320 | 5320 | 5259 | 4841 | 4742 | 4548 | 4440 | 4448 | 4425 |
|               | 2001 | 2004 | 2007 | 2009 | 2012 | 2014 | 2017 | 2019 | 2022 | 2024 |